# Dorojînka, Vilșanka
Dorojînka (în ucraineană Дорожинка) este o comună în raionul Vilșanka, regiunea Kirovohrad, Ucraina, formată numai din satul de reședință.

## Demografie
Componența lingvistică a comunei Dorojînka
     Ucraineană (96,48%)
     Română (2,3%)
     Rusă (1,22%)
Conform recensământului din 2001, majoritatea populației comunei Dorojînka era vorbitoare de ucraineană (96,48%), existând în minoritate și vorbitori de română (2,3%) și rusă (1,22%).